# Станислав Сташиц
Станѝслав Вавжѝнец Ста̀шиц (на полски: Stanisław Wawrzyniec Staszic) е полски просветен деец, политически писател и публицист, философ и преводач, географ, геолог, католически свещеник. Член на Образователната камара (1808), държавен министър от 1809 година и държавен съветник от 1810 година на Варшавското княжество, заместник-министър на образованието (1818 – 1824) и държавен министър (1824 – 1826) на Полското кралство.

## Биография
Роден в град Пила, Жечпосполита в буржоазно католическо семейство. Учи във Франция и Германия и пътува много из Европа. По време на Четиригодишния сейм издига глас за реформи и поддържа Майската конституция от 1791 г. След последния раздел на Жечпосполита се посвещава на работа по подобряване на стопанското развитие на полските земи.
От 1789 до 1805 г. изследва район с площ около 1,1 млн. км2 – от Балтийско море до Дунав и от 16º и.д. до Днепър, в резултат на което през 1815 г. издава карта на изследвания район.
Картира целите Карпати (1500 км), в т.ч. Малките Карпати (761 м, северно от Братислава), Белите Карпати (568 м), Мала Фатра (1711 м), Високите Татри (2563 м), Ниските Татри (2045 м), Словашките Рудни планини (1480 м), възвишенията между реките Ваг и Грон (леви притоци на Дунав), планината Бюк (957 м, в Унгария), Високите Бескиди (1725 м), Ниските Бескиди (1001 м) и Бешчадите (1335 м).
В Източните Карпати на картата се появяват хребетите Лесисти Карпати и Келиман. Картира и части от Южните Карпати (270 км), в т.ч. Фегераш (2543 м) и Банатските планини. Между 46 – 47º с.ш. и 22 – 24º и.д. окунтурява планината Апусени (Западно-Румънски планини, 1848 м) и Трансилванското плато между тях и Карпатите.
Между Карпатите и Дунав отделя редица орографски единици – Малката Среднодунавска равнина, възвишението Пилиш (757 м, в „коляното“ на Дунав), Голямата Среднодунавска низина (Унгарската Пуста, Алфьолд).
В Полша на неговата карта се появяват възвишения между Балтийско море и река Нотец, Малополското възвишение (18 – 20º и.д.), Свентокшиското възвишение (611 м).
На югозапад, в пределите на Украйна – Волино-Подолското възвишение (24 – 30º и.д.), на изток – Днепърското възвишение (323 м), на юг – Бесарабското възвишение (408 м), покрай Черно море – Черноморската низина. Извършва над 2200 инструментални измервания на височините, отразени на неговата карта.
В резултат от повече от 15-годишните изследвания се появява трудът му „O zemiorodztwie Karpatow i innych gor i rownin Polski“, Warszawa, 1815. Изработва и първите геоложки карти на части от Полша.
От 1800 г. Сташиц е член на Дружеството на приятелите на науката (на полски: Towarzystwo Przyjaciół Nauk) във Варшава, а от 1808 г. е негов председател. По негова инициатива през 1820 – 1823 г. е построен палат, който става седалище на Дружеството. от това Дружество води началото си Полската академия на науките, която е разположена в този палат.
Сташиц умира на 20 януари 1826 г. във Варшава. Голяма част от имуществото си завещава за благотворителни и обществени цели.